# Vladimir Kara-Moerza

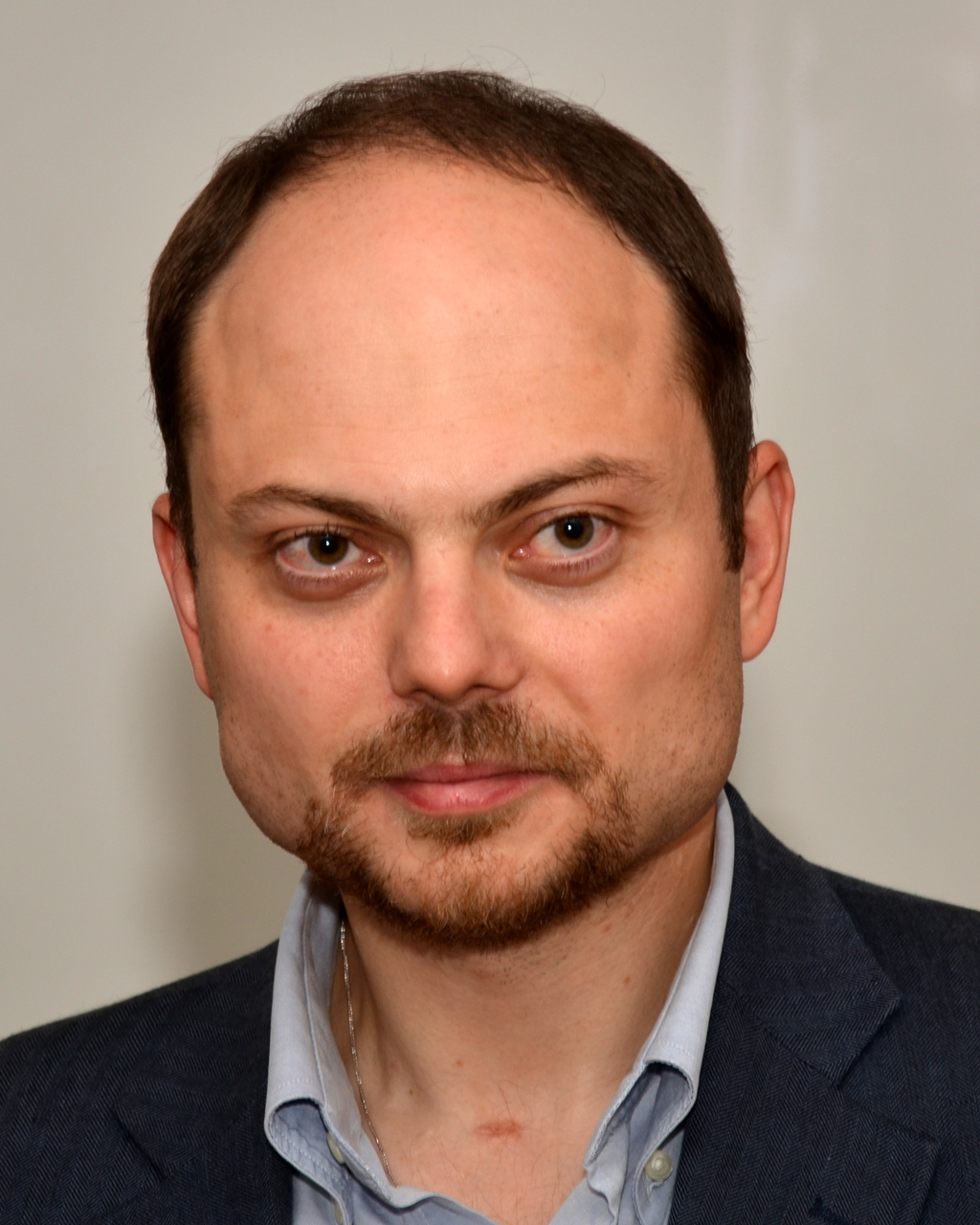
Vladimir Kara-Moerza in 2017

Vladimir Vladimirovitsj Kara-Moerza (Russisch: Владимир Владимирович Кара-Мурза) (Moskou, 7 september 1981) is een Russisch-Britse politiek activist, journalist, auteur, filmmaker en voormalig politiek gevangene. Als protégé van Boris Nemtsov is hij vicevoorzitter van Open Russia, een NGO opgericht door de Russische zakenman en voormalig oligarch Michail Chodorkovski, die de burgermaatschappij en democratie in Rusland promoot. In 2012 werd hij verkozen tot lid van de Coördinerende Raad van de Russische oppositie en van 2015 tot 2016 was hij vicevoorzitter van de Volksvrijheidspartij. Hij regisseerde twee documentaires: They Chose Freedom en Nemtsov. Sinds 2021 is hij Senior Fellow bij het Raoul Wallenberg Centrum voor de Mensenrechten. In 2018 werd hem de Civil Courage Prize toegekend.
In april 2022 werd Kara-Moerza in Rusland gearresteerd op beschuldiging van het negeren van politiebevelen; later werd zijn arrestatie verlengd nadat er nieuwe beschuldigingen van 'het in diskrediet brengen' van het leger waren ingediend, en in oktober werden er nieuwe beschuldigingen van verraad tegen hem ingediend. Amnesty International en anderen noemden de aanklachten politiek gemotiveerd vanwege zijn anti-oorlogsstandpunten. In oktober 2022 werd Kara-Moerza onderscheiden met de Václav Havel-prijs voor de mensenrechten.
In april 2023 werd hij veroordeeld tot 25 jaar gevangenisstraf. In 2024 werd hem de Pulitzerprijs voor commentaar toegekend, voor de columns die hij vanuit zijn cel bleef schrijven. 
Kara-Murza werd op 1 augustus 2024 vrijgelaten als onderdeel van een gevangenenruil.